# Жабічин (Мазовецьке воєводство)
Жабічин (пол. Żabiczyn) — село в Польщі, у гміні Насельськ Новодворського повіту Мазовецького воєводства.
Населення — 149 осіб (2011).
У 1975—1998 роках село належало до Цехановського воєводства.

## Демографія
Демографічна структура станом на 31 березня 2011 року:
|          | Загалом | Допрацездатний вік | Працездатний вік | Постпрацездатний вік |
| -------- | ------- | ------------------ | ---------------- | -------------------- |
| Чоловіки | 75      | 14                 | 54               | 7                    |
| Жінки    | 74      | 18                 | 40               | 16                   |
| Разом    | 149     | 32                 | 94               | 23                   |